# Rory Scovel
Rory Scovel (ur. 6 sierpnia 1980 w Greenville, w Karolinie Południowej) – amerykański aktor telewizyjny i filmowy, komik.

## Wybrana filmografia

### Filmy
- 2007: Groom with a View
- 2009: Public Service
- 2010: Seattle Komedy Dokumentary
- 2011: Dead Monkey jako Ricky
- 2012: Is There?: Todd Glass for GLSEN
- 2012: Broken Mike
- 2013: Documentary Subject Wanted with Rory Scovel

### Telewizja
- 2007: Live at Gotham
- 2010: Late Night with Jimmy Fallon
- 2010–2011: The Life & Times of Tim jako Jim/Jerry
- 2011-2013: Conan
- 2011–2013: New York Stand-Up Show
- 2012: UnCabaret
- 2012: The Late Late Show with Craig Ferguson
- 2013: The Nerdist
- 2013: The Eric Andre Show
- 2013: Funny as Hell
- 2013: All Growz Up with Melinda Hill
- 2013: Money From Strangers
- 2013: Między piętrami jako Harvard
- 2013: Those Who Can't jako Barry Quinn
- 2013: Zach Stone będzie sławny jako Pat
- 2013: The Pete Holmes Show

## Dyskografia
- 2011: Dilation[4]
- 2013: Rory Scovel Live at Third Man Records[5]